# 衣俊卿
衣俊卿（1958年1月—），辽宁东港人，出生于黑龙江省虎林县。中华人民共和国马克思主义学者，曾任中共中央编译局局长（副部长级）。

## 生平
1982年，毕业于北京大学哲学系，1987年获贝尔格莱德大学哲学博士学位。
曾先后担任黑龙江大学哲学系主任、副校长、校长、党委副书记。2007年3月，起任黑龙江省委宣传部部长。
2010年2月，担任中央编译局局长。據傳首先提出“三個自信”（“道路自信、理論自信、制度自信”）的說法，為中共十八大報告所採用。

## 事件
2013年1月，因曝光其与山西師範大學政法學院副教授常艷有染，而以「生活作風問題」的原因被免职。常艷於網路上發佈10余萬字的長文，描述自己與衣俊卿之間的交往細節，甚至涉及開房等內容，而中國國內媒體則發文怒斥其「滿嘴馬列，滿腹盜娼，節操毀損得滿地亂滾」。常艷披露，她為了進入中央編譯局工作拿到北京戶口，曾多次向衣俊卿行賄，甚至以身相許，兩人先後在多間酒店開房17次，以及獲100萬人民幣封口費。2014年11月，衣俊卿在被免職後首次出席公開學術活動，並作主題報告。

## 学术兼职
中国现代外国哲学学会副会长、中国俄罗斯东欧中亚学会副会长、中国辩证唯物主义学会常务理事、中国人学学会常务理事、中国马克思主义哲学史学会理事等。

## 著作

### 書籍
- 《实践派的探索与实践哲学的述评》
- 《东欧的新马克思主义》
- 《现代化与日常生活批评》
- 《历史与乌托邦》
- 《回归生活世界的文化哲学》
- 《20世纪的新马克思主义》
- 《20世纪的文化批判》
- 《文化哲学》
- 《现代化与文化阻滞力》

### 文章
- 《堅定對中國特色社會主義的三個自信》[7]

## 外部連結
- 衣俊卿專欄--理論--中國共產黨新聞-人民網 （页面存档备份，存于）
- 编译局故事 （页面存档备份，存于）

| 中国共产党职务 | 中国共产党职务                                          | 中国共产党职务 |
| -------------- | ------------------------------------------------------- | -------------- |
| 前任： 韦建桦  | 中共中央编译局局长 2010年2月－2013年1月                 | 繼任： 贾高建  |
| 前任： 李延芝  | 中国共产党黑龙江省委员会宣传部部长 2007年3月－2010年2月 | 繼任： 张效廉  |